# Celidomphax quadriplaga
Celidomphax quadriplaga är en fjärilsart som beskrevs av Louis Beethoven Prout 1938. Celidomphax quadriplaga ingår i släktet Celidomphax och familjen mätare. Inga underarter finns listade i Catalogue of Life.